# Letenye
Letenye  este un oraș în districtul Letenye, județul Zala, Ungaria, având o populație de 4.301 locuitori (2011). 

## Demografie
Componența etnică a orașului Letenye
     Maghiari (86,76%)
     Romi (9,18%)
     Croați (2,73%)
     Necunoscut (0,25%)
     Alții (1,08%)
Componența confesională a orașului Letenye
     Romano-catolici (70,12%)
     Fără religie (6,74%)
     Reformați (1,12%)
     Necunoscută (21,23%)
     Alte religii (1,33%)
Conform recensământului din 2011, orașul Letenye avea 4.301 locuitori. Din punct de vedere etnic, majoritatea locuitorilor (86,76%) erau maghiari, existând și minorități de romi (9,18%) și croați (2,73%). Apartenența etnică nu este cunoscută în cazul a 0,25% din locuitori.  Din punct de vedere confesional, majoritatea locuitorilor (70,12%) erau romano-catolici, existând și minorități de persoane fără religie (6,74%) și reformați (1,12%). Pentru 21,23% din locuitori nu este cunoscută apartenența confesională.